# جورج سولتي

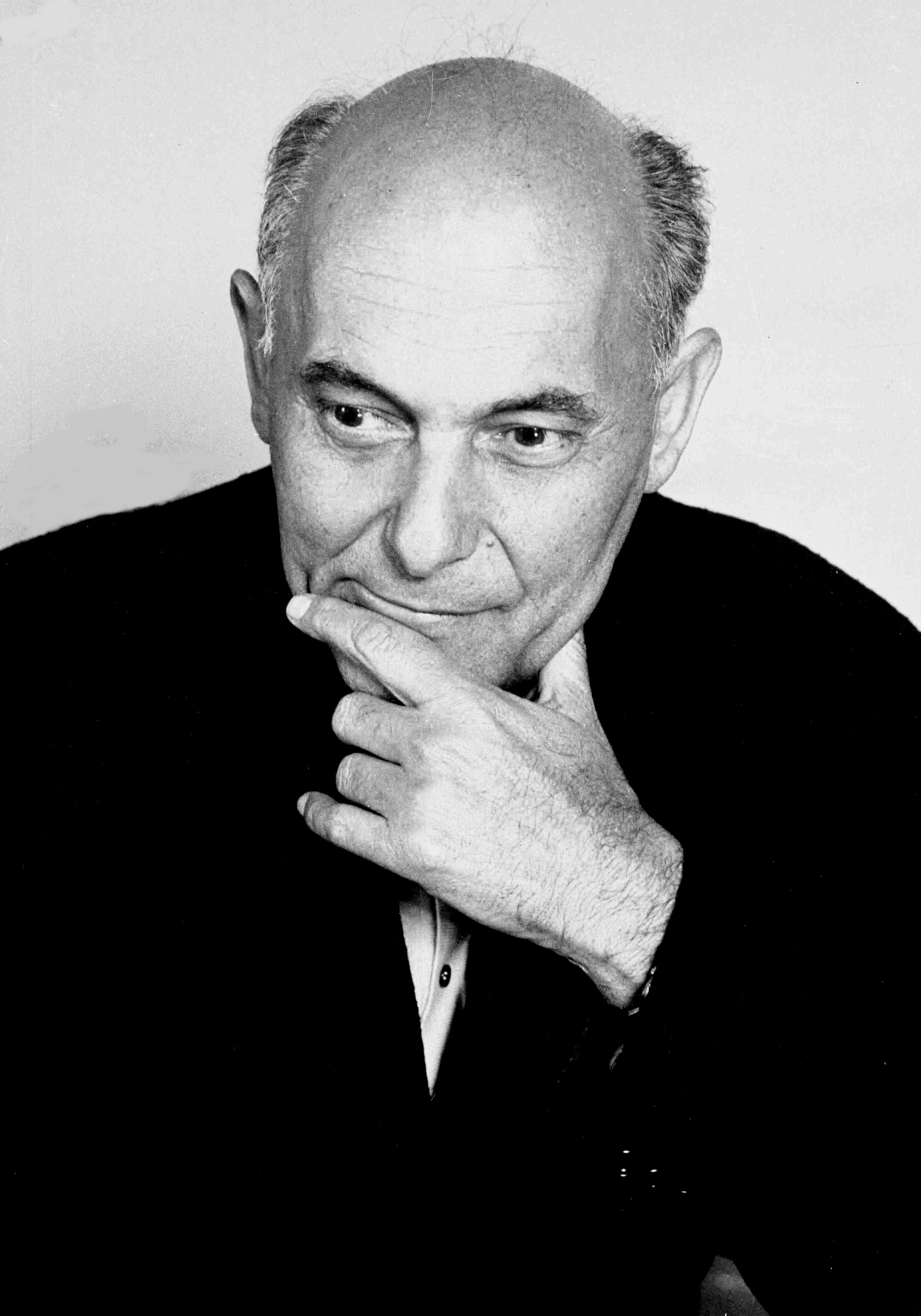
سولتي بريشة آلان وارن (Allan Warren)، 1975

السير جورج سولتي، الحائز على رتبة الإمبراطورية البريطانية (من أكتوبر 1912 حتى 5 سبتمبر 1997) كان مايستروأوركسترا وأوبرا مجري-بريطاني الجنسية، معروف بظهوره مع مجموعات أوبرا في ميونخ، وفرانكفورت، ولندن، وكمخرج ممتد الخدمة في الأوركسترا السيمفونية في شيكاغو. ولد في المجر، ودرس في بودابست مع بيلا بارتوك، وليو وينر وأرنو دوناني. وفي الثلاثينيات من القرن العشرين، عمل في وظيفة مُكرر في دار الأوبرا المجرية وعمل في مهرجان سالزبورغ لحساب أرتورو توسكانيني. وتوقفت مهنته بسبب ظهور النازية، ونظرًا لأنه يهودي، فقد فر من القوانين المعادية للسامية المتزايدة في التقييد في 1938. وبعد قيادة موسم من الباليه الروسي في لندن في دار الأوبرا الملكية وجد ملجأ في سويسرا، حيث ظل هناك خلال الحرب العالمية الثانية. وبسبب منعه من قيادة الأوركسترا هناك، فقد كان يكسب قوته من العمل كعازف بيانو.
بعد الحرب، عُين سولتي كمدير دار الأوبرا البافارية في ميونخ في 1946. وفي 1952 انتقل إلى أوبرا فرانكفورت، حيث بقي مسؤولاً لمدة تسع سنوات. وحصل على الجنسية الألمانية في 1953. وفي 1961، أصبح المدير الموسيقي في شركة أوبرا كوفنت غاردن بلندن. وخلال فترة العشر سنوات لتوليه المنصب، أجرى عدة تغيرات قامت برفع مستوى المعايير لأعلى مستوياتها العالمية. وتحت إدارته الموسيقية، أصبح مركز الفرقة معترفًا به بمنحه لقب «الأوبرا الملكية». وأصبح مواطنًا بريطانيًا عام 1972.
وفي 1969، تم تعيين سولتي المدير الموسيقي لأوركسترا شيكاغو السيمفونية، وهو المنصب الذي ظل فيه لمدة 22 عامًا. وأعاد إحياء سمعة الأوركسترا بعد أن تدهورت طوال العقد السابق. وأصبح المدير الموسيقي للأوركسترا الحائز على جائزة بتقاعده في 1991. خلال الفترة التي قضاها مع أوركسترا شيكاغو، قضى أيضًا بضع فترات في الإدارة في أوركسترا باريس والاوركسترا الفيلارمونيه بلندن.
عُرف في أوائل حياته العملية بكثافة أعماله الموسيقية، مما أتاح له العمل كمايسترو في سنواته اللاحقة. قام بتسجيل العديد من الأعمال مرتين أو ثلاث في فترات مختلفة من حياته العملية، وكان فنانًا غزير الإنتاج حيث أنتج أكثر من 250 تسجيلاً، منهم 45 عرض أوبرالي كاملاً. أكثر تسجيلاته شهرة، هي عرض ديكا الكامل الخاص بـفاغنر، ودير رينغ ديس نيبلنغين الذي تم تقديمه بين 1958 و1965. وتم التصويت عليه مرتين كأفضل تسجيل صنع على الإطلاق، في اقتراعات مجلة الغراموفون في 1999 وفي هيئة الإذاعة البريطانية (BBC)، المجلة الموسيقية في 2012.

## وصلات خارجية
- جورج شولتي على موقع IMDb (الإنجليزية)
- جورج شولتي على موقع الموسوعة البريطانية (الإنجليزية)
- جورج شولتي على موقع مونزينجر (الألمانية)
- جورج شولتي على موقع ميوزك برينز (الإنجليزية)
- جورج شولتي على موقع قاعدة بيانات الأفلام السويدية (السويدية)
- جورج شولتي على موقع إن إن دي بي (الإنجليزية)
- جورج شولتي على موقع أول ميوزيك (الإنجليزية)
- جورج شولتي على موقع ديسكوغز (الإنجليزية)
- جورج شولتي على موقع قاعدة بيانات الفيلم (الإنجليزية)
- جورج شولتي على موقع كينوبويسك (الروسية)

- Georg Solti official website
- The Solti Foundation official website
- Two interviews with Sir Georg Solti by Bruce Duffie, The Instrumentalist magazine, October 1995
- The National Portrait Gallery has six photographic portraits of Solti, including those by Anne-Katrin Purkiss and Patrick Lichfield.